# Farní sbor Českobratrské církve evangelické v Chrástu u Plzně
Farní sbor Českobratrské církve evangelické v Chrástu u Plzně je sborem Českobratrské církve evangelické v Chrástu u Plzně. Sbor spadá pod Západočeský seniorát.
Sbor byl založen roku 1948, když předtím od roku 1921 byl stanicí plzeňského Korandova sboru.
Farářem sboru je Karel Šimr, kurátorkou sboru Magdalena Vroblová.

## Faráři sboru
- Vladimír Kalus (1952–1959)
- Jan Šoltész (1959–1966)
- Daniel Matějka (1973-1979 jako seniorátní diakon pro Chrást)
- Anna Pavlosková (fakticky od roku 1980, zvolena 1982–1993)
- Karel Šimr (2006–)